# Theodor Christomannos

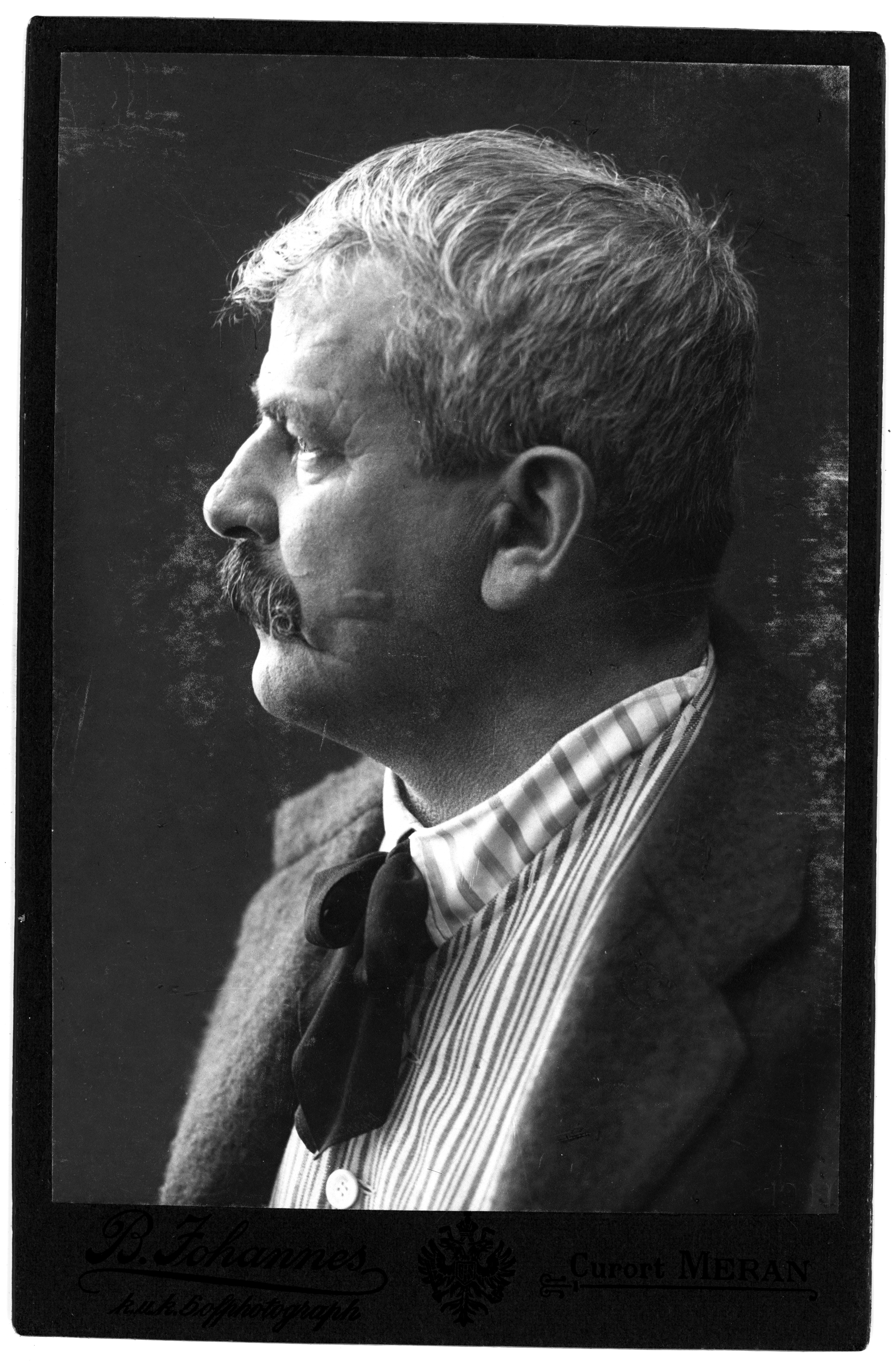
Theodor Christomannos

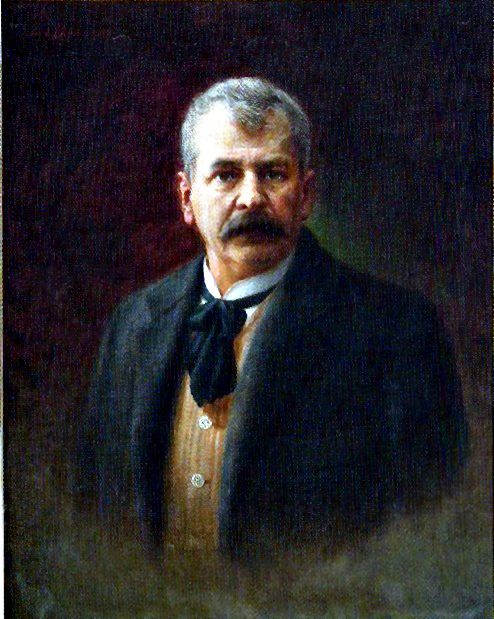
Ferdinand Behrens: Theodor Christomannos (1911)

Theodor Christomannos (* 31. Juli 1854 in Wien, Kaisertum Österreich; † 30. Jänner 1911 in Meran, Österreich-Ungarn) war ein österreichischer Richter und Rechtsanwalt. Er gilt als Pionier des Fremdenverkehrs in Südtirol.

## Leben
Als Sohn griechischstämmiger Kaufleute besuchte er das Franziskanergymnasium in Bozen. Dort gehörte dem pennalen Corps Amicicia an.
Im Anschluss studierte Christomannos an der Universität Innsbruck. Es heißt vielfach, dass er 1873/74 zunächst Medizin studierte, tatsächlich war er aber an der philosophischen Fakultät inskribiert. Von 1875 an absolvierte er ein Studium der Rechtswissenschaften. Er war Mitglied des Corps Gothia Innsbruck (1873), des Akademischen Gesangsverein und des Corps Lusatia Leipzig (1875). Auf dem ersten Congress der österreichischen Corps 1879 in Melk war er es vor allem, der die Trennung von akademischen (Kösener) und technischen (Weinheimer) Corps wie in Deutschland verhinderte. Bei einer Mensur in Straßburg wurde seine rechte Hand verstümmelt. Von da an arbeitete er als Linkshänder, was ihn bei späteren Bergtouren im Eis stark behinderte und das Klettern im Fels fast unmöglich machte.
1882 schloss er sein Studium an der Universität Innsbruck ab. Nach der Promotion zum Dr. iur. absolvierte er sein Gerichtspraktikum in Bozen. 1887 ließ er sich als Rechtsanwalt in der Kanzlei von Hans Stainer in Meran nieder. Als begeisterter Bergsteiger war er ab 1891 Erster Vorsitzender der Sektion Meran des Deutschen und Oesterreichischen Alpenvereins. Das Amt füllte er bis zu seinem Tode aus.
Christomannos war ein einflussreicher Politiker der Deutschfreiheitlichen Partei, für die er ab 1905 im Tiroler Landtag saß. Als Lebensaufgabe betrachtete er die wirtschaftliche Erschließung des südlichen Tirol, insbesondere den Ausbau des Verkehrsnetzes und die Förderung des Tourismus. Er engagierte sich für den Bau der Fahrstraße nach Sulden, wo er zusammen mit Otto Schmid das Sulden-Hotel errichtete (Eröffnung 1893). Als treibende Kraft des 1895 gegründeten Vereins für Alpenhotels in Tirol stand er hinter dem im benachbarten Trafoi ebenfalls nach Plänen Schmids erbauten Hotel Trafoi (Eröffnung 1896), dem von Musch & Lun am Karerpass verwirklichten Hotel Karersee (Eröffnung 1896), der Großen Dolomitenstraße Bozen-Cortina-Toblach und der Vinschgaubahn.
Ende 1910 gab er bei dem Porträtmaler Ferdinand Behrens ein Porträt von sich in Auftrag. Aufgrund seines unerwarteten Todes wurde es jedoch erst 1911 fertiggestellt. Grundlage für Behrends Porträts waren Fotografien.
Christomannos war seit längerer Zeit herzkrank. Zu einer Grippe gesellte sich unter anderem eine Rippenfellentzündung, an der er starb. Beerdigt wurde er am 1. Februar 1911 auf dem Stadtfriedhof von Meran in einem kommunalen Ehrengrab.
Das von Willy Zügel gestaltete, oberhalb des Karerpasses in der Nähe von Vigo di Fassa errichtete, am 24. September 1912 enthüllte und später teilweise zerstörte Christomannos-Denkmal – ein 2,70 m hoher, um 350 kg schwerer Bronzeadler – wurde 1959 saniert.
Sein Onkel war der Chemiker Anastasios Christomanos, sein Cousin war Constantin Christomanos, der Griechischlehrer und zeitweise Vorleser von Kaiserin Elisabeth.

## Veröffentlichungen

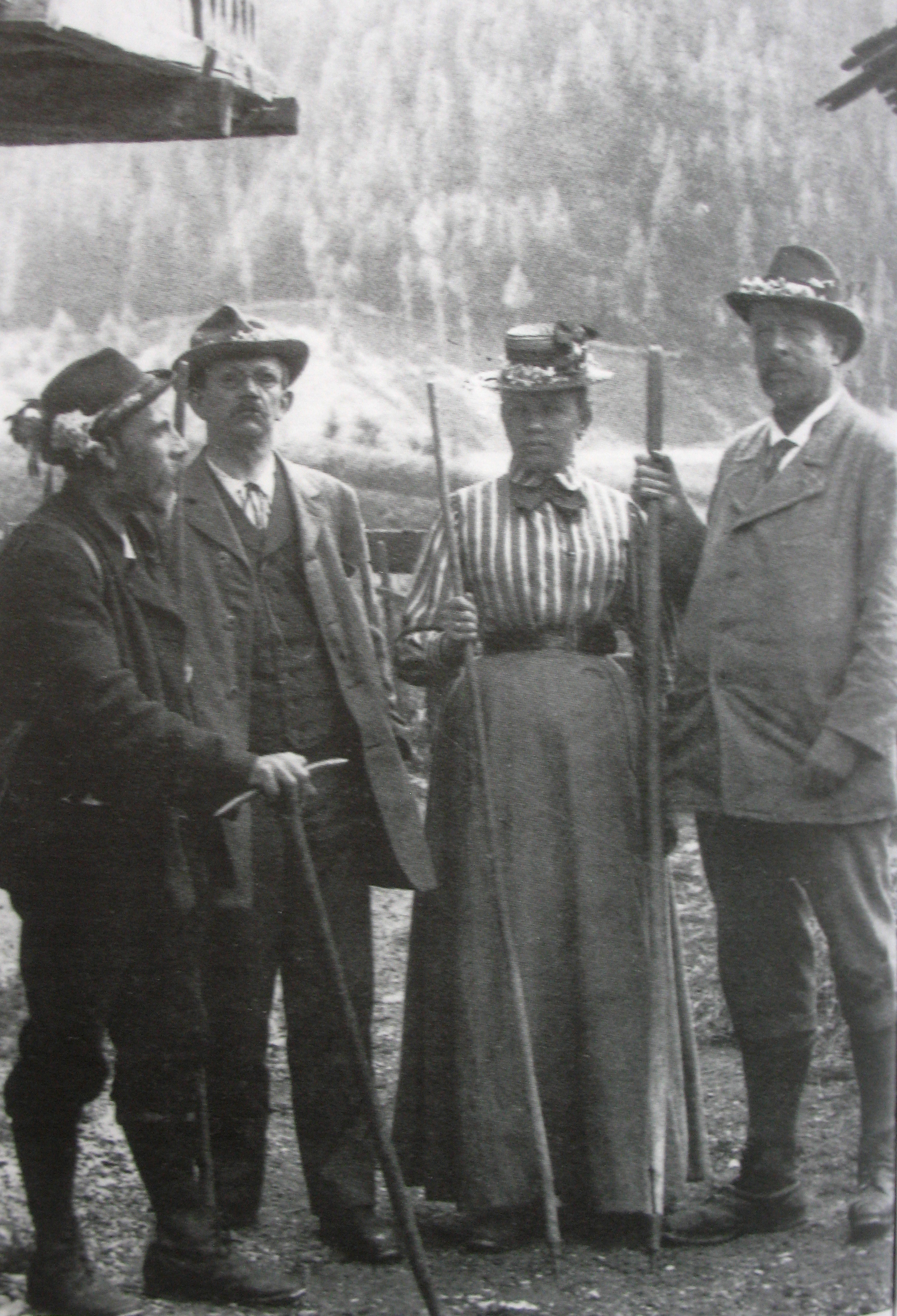
Franz Dantone (Fotograf): Christomannos (rechts) neben Ludwig Norman-Neruda mit dessen Frau May und einem Bergführer aus dem Fassatal

- Edward T. Compton: Sulden-Trafoi. Schilderungen aus dem Ortlergebiete. Edlinger, Innsbruck 1895, OBV.
- Hans Forcher-Mayr: Die Rosengartegruppe (Schluss). In: Zeitschrift des Deutschen und Österreichischen Alpenvereins, Jahrgang 1899, (Band XXX), S. 321–358. (online bei ANNO).[A 2]
- Die Latemargruppe. In: Zeitschrift des Deutschen und Österreichischen Alpenvereins, Jahrgang 1900, (Band XXXI), S. 300–323. (online bei ANNO).
- Die Vintschgau-Bahn Meran-Mals. Edlinger, Innsbruck 1906, OBV.
- Die Ostertaghütte im Vajolontale und der Höhenweg von der Ostertaghütte zum Contrinhause. In: Mitteilungen des Deutschen und Österreichischen Alpenvereins, Jahrgang 1906 (Band XXXII), S. 259 f. (Online bei ALO)
- Die neue Dolomitenstraße. Bozen – Cortina – Toblach und ihre Nebenlinien. Reisser, Wien 1909, OBV.
- Tony Grubhofer: Christomannos-Gedenkbuch. (Erinnerungen an Theodor von seinem Freunde Tony Grubhofer. Rund um den Rosengarten, nachgelassenes Manuskript). Ellmenreich, Meran 1912, OBV.
- Meran im deutschen Südtirol. Kurvorstehung, Meran 1914, OBV.
- Fritz Benesch: Die Dolomiten, 3. Auflage. Seidel, Wien 1930, OBV.
- Die Dolomitenstrasse. Bozen, Cortina, Toblach. Nordpress, Chiari (Brescia) 1998, ISBN 88-85382-37-1.